# Organodesma leucomicra
Organodesma leucomicra är en fjärilsart som beskrevs av László Anthony Gozmány. Organodesma leucomicra ingår i släktet Organodesma och familjen äkta malar. Inga underarter finns listade i Catalogue of Life.